# Ферритовый вентиль
Ферри́товый ве́нтиль (феррит + нем. ventil — клапан) — СВЧ-устройство с односторонним прохождением электромагнитной волны, то есть с очень малым затуханием волны, проходящей в одном направлении, и очень большим — для волны обратного направления.

## Общие сведения
Вентили применяют для поглощения отражённых волн в линии передачи, улучшая тем самым согласование различных элементов цепи. Их эффективность определяется вентильным отношением В, то есть отношением ослаблений отражённой и падающей волн:
{\displaystyle B={\frac {\alpha _{\mathrm {direct} }}{\alpha _{\mathrm {inverse} }}}}
где {\displaystyle \alpha _{\mathrm {direct} ,\mathrm {inverse} }} — коэффициенты затухания падающей и отражённой волны. Обычно данное отношение выражается в децибелах.
Принцип действия вентилей основан на том, что намагниченная ферритовая пластина является невзаимной средой. То есть при прямом прохождении волны вектор её поляризации поворачивается из положения A в положение А′, а при обратном прохождении, он не возвращается в исходное положение A.

## Типы
Наиболее широко применяются вентили трёх типов: резонансные, со смещением поля и фарадеевские.

### Резонансные вентили
В резонансных вентилях используется то, что поглощение мощности при ферромагнитном резонансе имеет место в переменном магнитном поле с круговой поляризацией и правым направлением вращения относительно направления постоянной намагниченности M0 (то есть с направлением вращения головки правого винта при поступательном движении винта в направлении M0). В прямоугольном волноводе с ферритовой пластиной при некотором (близком к четверти ширины волновода) положении пластины переменное магнитное поле в пластине имеет круговую поляризацию с разными направлениями вращения поляризации для различных направлений распространения. Поэтому потери энергии при резонансе оказываются малыми для одного направления распространения и большими для другого.

### Вентили со смещением поля
Вентили со смещением поля используют то, что распределения переменного электрического поля в волноводе с намагниченной ферритовой пластиной различаются для разных направлений распространения. И может быть найдено положение пластины, для которого электрическое поле на её поверхности равно нулю для одного из направлений распространения. На эту поверхность помещается поглотитель, например тонкая плёнка металла.

### Фарадеевские вентили
Фарадеевский вентиль состоит из отрезка круглого волновода с ферритовым стержнем, расположенным по оси, и внешнего соленоида, создающего продольное поле подмагничивания. С обеих сторон круглый волновод оканчивается плавными переходами к прямоугольным волноводам. Внутри переходов параллельно широким стенкам входного и выходного прямоугольных волноводов установлены поглощающие пластины. Выходной прямоугольный волновод повёрнут по отношению к входному на угол 45°. Волна, поданная на вход 1, не испытывая ослабления в поглощающей пластине, преобразуется в волну H11 круглого волновода с вертикальной поляризацией. Диаметр и длина ферритового стержня и напряжённость подмагничивающего поля выбраны так, что плоскость поляризации волны при распространении по отрезку круглого волновода с ферритом поворачивается по часовой стрелке на угол 45°, и волна без потерь проходит через переход с поглощающей пластиной в выходной прямоугольный волновод, узкие стенки которого оказываются параллельными вектору E.
Для уменьшения отражений концы ферритового стержня и поглощающих пластин имеют скосы. Волна, поступающая на вход 2, без ослабления преобразуется в волну H11 круглого волновода. При распространении на участке с ферритовым стержнем плоскость поляризации волны поворачивается по часовой стрелке на 45° (направление поворота плоскости поляризации при эффекте Фарадея не зависит от направления распространения волны и определяется только направлением поля подмагничивания). На выходе участка с ферритом вектор E оказывается параллельным широким стенкам прямоугольного волновода входа 1 и поглощающей пластине. На вход 1 волна не проходит, и вся переносимая ею мощность рассеивается в поглощающей пластине. Такой вентиль может рассматриваться как частный случай фарадеевского циркулятора.

## Примеры
- ММВ 3-4 — 3,5—4,1 МГц
- ММВ 9-1 — 8,5—9,8 МГц
- ММВ 16-2 — 14,5—16,5 МГц
- ИВ 15 — 145—174 МГц, 300—360 МГц, 400—470 МГц
- ИВ 50 — 145—174 МГц, 300—360 МГц, 400—470 МГц
- ФВП1-6 — 50—200 МГц
- ФВП2-8 — 150—900 МГц

## Основные нормируемые характеристики
- Рабочий диапазон частот
- Рабочая полоса частот
- Прямые потери
- Обратные потери (развязка)
- Волновое сопротивление (для коаксиальных вентилей)
- Допустимый КСВ
- Допустимая входная мощность